# 프린세스 커넥트! Re:Dive (애니메이션)
《프린세스 커넥트! Re:Dive》(일본어: プリンセスコネクト！Re:Dive)는 사이게임즈에서 개발한 게임 프린세스 커넥트! Re:Dive 원작으로 하는 TV 애니메이션이다. 사이게임즈의 자회사인 CygamesPictures에서 제작했으며, 카나사키 타카오미가 감독을 맡았다.
2020년 4월 7일에서 6월 30일까지 1기가 방영되었으며, 그 해 8월에 공식 홈페이지를 통해 2기 제작 결정을 발표해, 2022년 1월 11일부터 3월 29일까지 방영되었다.

## 등장인물

### 미식전
- 페코린느 (ぺコリーヌ)

성우: M•A•O
혼자서 모험을 하다가 고향인 렌드솔을 방문한 소녀. 먹는 것을 좋아하는 대식가이다. 지금은 콧코로, 캬루, 유우키와 함께 '미식전'이라는 길드를 만들어 모험을 하고 있다. 페코린느라는 배고픔의 의성어인 페코(ぺコ)에서 유래했다.(콧코로가 지어주었다.) 본명은 따로 있지만, 밝혀지지 않았다.
- 콧코로 (コッコロ)

성우: 이토 미쿠
아메스의 신탁을 받은 아버지로부터 명을 받아 기억을 잃어버린 유우키를 도와주는 가이드가 된 엘프 소녀이다.
- 캬루 (キャル)

성우: 타치바나 리카
수인족인 소녀.(고양이) 자신에게 지시하는 사람으로부터 페코린느를 제거하라는 명을 받고 그녀를 제거하려고 하지만 번번이 실패한다. 캬루도 유우키와 마찬가지로 프린세스 나이트의 힘을 받았다.
- 유우키 (ユウキ)

성우: 아베 아츠시
기억을 잃은채 렌드솔로 떨어진 소년. 아메스는 그를 프린세스 나이트라고 부른다. 말하는 것과 행동하는 것으로 보아 단순한 기억 상실증이 아닌 유아기로 퇴행한 느낌이다.
- 아메스 (アメス)

성우: 타카하시 리에
기억을 잃은 유우키를 렌드솔로 보냈다.

### 렌드솔 주민
- 라비리스타 (ラビリスタ)

성우: 사와시로 미유키
렌드솔에서 크레이프 상점을 운영하고 있다.
- 카린 (カリン)

성우: 스자키 아야
렌드솔의 길드 관리협회의 직원이다.
- 이캇치(イカッチ)

성우: 이나다 테츠
- 찰리 (チャーリー)

성우: 후쿠시마 준

### 리틀 리리컬
- 미미 (ミミ)

성우: 히다카 리나
- 미소기 (ミソギ)

성우: 모로호시 스미레
- 쿄우카 (キョウカ)

성우: 오구라 유이

### 사렌디아 구호원
- 사렌 (サレン)

성우: 호리에 유이
- 스즈메 (スズメ)

성우: 유우키 아오이

### 엘리자베스 파크
- 리마 (リマ)

성우: 토구이 소라
- 마히루(マヒル)

성우: 닛타 에미
- 린(リン)

성우: 코이와이 코토리
- 시오리(シオリ)

성우: 코시미즈 아미

### 포레스티에
- 미사토(ミサト)

성우: 코우다 마리코
- 아오이(アオイ)

성우: 하나자와 카나
- 하츠네(ハツネ)

성우: 오오하시 아야카

### 트와일라이트 캐러밴
- 미츠키(ミツキ)

성우: 미츠이시 코토노
- 나나카(ナナカ)

성우: 요시무라 하루카
- 에리코(エリコ)

성우: 하시모토 치나미

### 악마왕국군(디아볼로스)
- 이리야(イリヤ)

성우: 탄게 사쿠라
- 시노부(シノブ)

성우: 오오츠보 유카
- 아카리(アカリ)

성우: 아사쿠라 아즈미
- 요리(ヨリ)

성우: 하라 사유리
- 미야코(ミヤコ)

성우: 아마미야 소라

### 메르쿠리우스 재단
- 아키노(アキノ)

성우: 마츠자키 레이
- 미후유(ミフユ)

성우: 타도코로 아즈사
- 타마키(タマキ)

성우: 누마쿠라 마나미
- 유카리(ユカリ)

성우: 이마이 아사미

### 유우키의 가족
- 시즈루(シズル)

성우: 나바타메 히토미
- 리노(リノ)

성우: 아스미 카나

### 왕궁기사단(나이트메어)
- 크리스티나(クリスティーナ)

성우: 타카하시 치아키
- 쥰(ジュン)

성우: 카와스미 아야코
- 토모(トモ)

성우: 치하라 미노리
- 마츠리(マツリ)

성우: 시모다 아사미

### 그 외
- 카이저 인사이트(カイザーインサイト)

성우: 아오이 쇼타
- 네네카(ネネカ)

성우: 이구치 유카

## 방영 정보

### 제작진
- 원작: 사이게임즈(Cygames)
- 감독/시리즈 구성: 카나사키 타카오미(金崎貴臣)
- 조감독: 슌도 카나(春藤佳奈)
- 캐릭터 디자인: 쿠리타 사토미(栗田聡美), 요오 레츠 슌(楊 烈駿), 노다 야스유키(野田康行)
- 색채 설계: 테시마 아케미(手嶋明美)
- 3D CG 디렉터: 나카노 요시노리(中野祥典)
- 미술 감독: 이케타 마이코(池田真依子)
- 촬영 감독: 요네자와 히사시(米澤寿)
- 음악: IMAGINE
- 편집: 키무라 요시후미(木村佳史子)
- 음향 감독: 카나사키 타카오미(金崎貴臣)
- 녹음: 야마구치 타카유키(山口貴之)
- 음향 제작: 토호쿠 신사(東北新社)
- 음향 효과: 코야마 야스마사(小山恭正)
- 애니메이션 제작: 사이게임즈픽처스(Cygames Pictures)

### 주제곡
오프닝 테마 〈Lost Princess〉
노래 - 페코린느(CV.M•A•O), 콧코로(CV.이토 미쿠), 캬루(CV.타치바나 리카)
엔딩 테마 〈그래도 같이 걸어간다(それでもともに歩いていく)〉
노래 - 페코린느(CV.M•A•O), 콧코로(CV.이토 미쿠), 캬루(CV.타치바나 리카)

### 방영 목록
| 화수   | 부제(원제/번역)                                                                                        | 각본              | 그림 콘티         | 연출            | 총작화 감독                                                               | 작화 감독                                                                                             | 방영일         | 방영일         |
| 화수   | 부제(원제/번역)                                                                                        | 각본              | 그림 콘티         | 연출            | 총작화 감독                                                               | 작화 감독                                                                                             | 일본           | 대한민국       |
| ------ | --- | ----------------- | ----------------- | --------------- | ------------------------------------------------------------------------- | --- | -------------- | -------------- |
| Menu 1 | 冒険の始まり ～夕焼け空にきのこのソテー～ 모험의 시작 ~저녁노을 진 하늘에 버섯소테~                    | 카나사키 타카오미 | 카나사키 타카오미 | 슌도 카나       | 쿠리타 사토미 시네쿠니 유우지 노다 야스유키 요시다 미나미 토시 아키하부리 | 오지와 마도카 시네쿠니 유우지 사이토 카오리 쿠리타 사토미 토시 아키하부리                             | 2020년 4월 7일 | 2020년 4월 8일 |
| Menu 2 | きまぐれ猫の悪戯 ～黄金色のポカポカおにぎり～ 변덕쟁이 고양이의 못된 장난 ~황금빛의 따끈따끈한 주먹밥~ | 카나사키 타카오미 | 카나사키 타카오미 | 이시카와 슌스케 | 요시다 미나미 노다 야스유키 토시 아키하부리                               | 이스루기 히토시 이케츠 히사에 카와무라 료코 카도 토모야키 니노미야 나나코                             | 4월 14일       | 4월 15일       |
| Menu 3 | 美食のフロンティア ～隠し味に天上の果実を添えて～ 미식의 프런티어 ~숨겨진 맛으로 천상의 열매를 곁들여~ | 카나사키 타카오미 | 카나사키 타카오미 | 스즈키 요시나리 | 시네쿠니 유우지 노다 야스유키 타니구치 모토히로                           | 우에노 타카시 키타지마 유우키 키쿠치 슌스케 요시오카 요시히로 사이토 카오리                           | 4월 21일       | 4월 22일       |
| Menu 4 | ようこそ美食殿 ～宵のとばりにビーフシチュー～ 미식전에 어서 오세요 ~밤의 장막에 비프스튜~              | 카나사키 타카오미 | 카나사키 타카오미 | 마타테츠 아키   | 우라 류타 요시다 미나미 노다 야스유키                                     | 우라 류타 우에노 타카시 사이토 카오리 미야자키 아키라                                                 | 4월 28일       | 4월 29일       |
| Menu 5 | 愛情たっぷりポリッジ ～トワイライトな運命をのせて~ 애정이 듬뿍 담긴 포리지 ~트와일라잇한 운명을 싣고~  | 카나사키 타카오미 | 카나사키 타카오미 | 히라이 요시미치 | 시네쿠니 유우지 토시 아키하부리 노다 야스유키                             | 우에노 타카시 키타지마 유우키 사이토 카오리 이스루기 히토시 이케츠 히사에 카토 히로마사 마츠시타 준코 | 5월 5일(예정)  | 5월 6일(예정)  |
| Menu 6 | 旅立ちの調べ ～星空はスパイスの香り～ 여행길의 가락 ~별이 빛나는 밤은 스파이스의 향~                   | 카나사키 타카오미 | 카나사키 타카오미 | 쿠보 타로       | 요오 레츠 슌 요시다 미나미                                                | 타케모토 다이스케 노미치 카요 츠루타 아이 시미즈카 츠스케 사쿠라이 타쿠로                             | 5월 12일(예정) | 5월 13일(예정) |

### 방송국
| 방송국가 | 방송국             | 방영개시(예정)    | 방영일시       | 방영일시                    |
| 방송국가 | 방송국             | 방영개시(예정)    | 본방영         | 재방영                      |
| -------- | ------------------ | ----------------- | -------------- | --------------------------- |
| 일본     | 도쿄 MX            | 2020년 4월 7일 -  | 화요일 00:30 - | ―                           |
| 일본     | BS11               | 2020년 4월 7일 -  | 화요일 00:30 - | ―                           |
| 일본     | 선 TV              | 2020년 4월 7일 -  | 화요일 00:30 - | ―                           |
| 일본     | 교토 방송          | 2020년 4월 7일 -  | 화요일 00:30 - | ―                           |
| 일본     | TV 훗카이도        | 2020년 4월 7일 -  | 화요일 01:30 - | ―                           |
| 일본     | TVQ 규슈 방송      | 2020년 4월 7일 -  | 화요일 02:00 - | ―                           |
| 일본     | TV 아이치          | 2020년 4월 7일 -  | 화요일 02:05 - | ―                           |
| 일본     | AT-X               | 2020년 4월 8일 -  | 수요일 23:00 - | (금) 15:00 - , (화) 19:00 - |
| 일본     | WOWOW              | 2020년 4월 9일 -  | 목요일 00:00 - | ―                           |
| 일본     | 나가사키 문화 방송 | 2020년 4월 22일 - | 수요일 01:54 - | ―                           |
| 대한민국 | 애니플러스         | 2020년 4월 8일 -  | 수요일 23:30 - | ―                           |